# Rajaton
Rajaton est un ensemble choral finlandais, fondé à Helsinki en 1997. En finnois, le mot rajaton signifie "sans limites", ce qui correspond bien au répertoire du groupe, qui va de la musique sacrée à la pop. Selon le site officiel du groupe, c'est "la façon dont Rajaton conçoit la musique".
Rajaton se produit principalement en Finlande, mais fait parfois des tournées en Europe et dans le reste du monde. Rajaton compte un nombre grandissant de fans, dont la communauté a sensiblement grandi depuis 2002. En 2005, le groupe a passé la barre des 100 000 ventes au niveau mondial, avec l'album Kevät. 

## Membres
Le groupe compte six membres :
- Soprano : Essi Wuorela
- Soprano : Virpi Moskari
- Alto : Soila Sariola
- Ténor : Hannu Lepola
- Baryton : Ahti Paunu
- Basse : Jussi Chydenius

## Discographie
- Rajaton sings Queen with Lahti Symphony Orchestra  (2008)
- Maa (octobre 2007)
- Rajaton sings Abba with Lahti Symphony Orchestra (2006)
- Out of Bounds (2006)
- Kevät (2005)
- Joulu (2003)
- Sanat (2002)
- Boundless (2001)
- Nova (2000)

## DVD
- Joulu DVD (2004)